# Svanstein
Svanstein est une station de sports d'hiver de taille moyenne, située en  Suède à la frontière de la Finlande, sur le territoire de la commune de Övertorneå.

## Domaine skiable
Le dénivelé maximal est de 253 mètres. La plus longue piste mesure 2 200 mètres.  